# Panchthar (dystrykt)

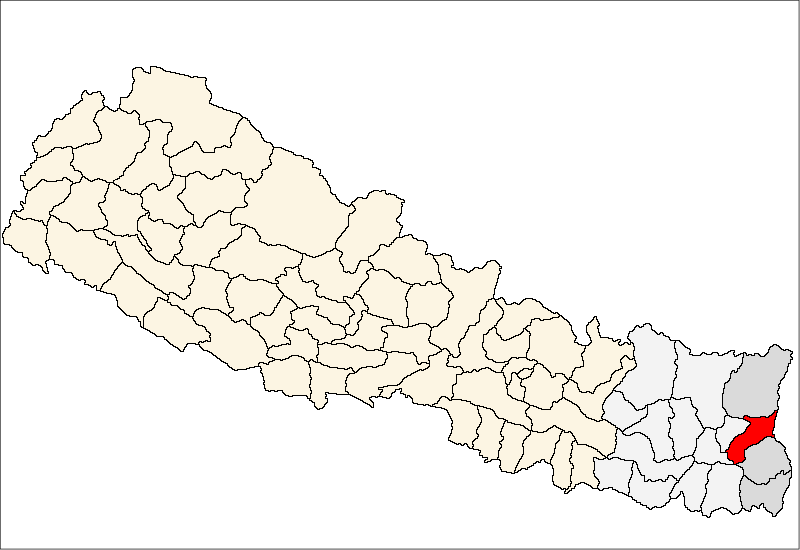
Dystrykt Panchthar

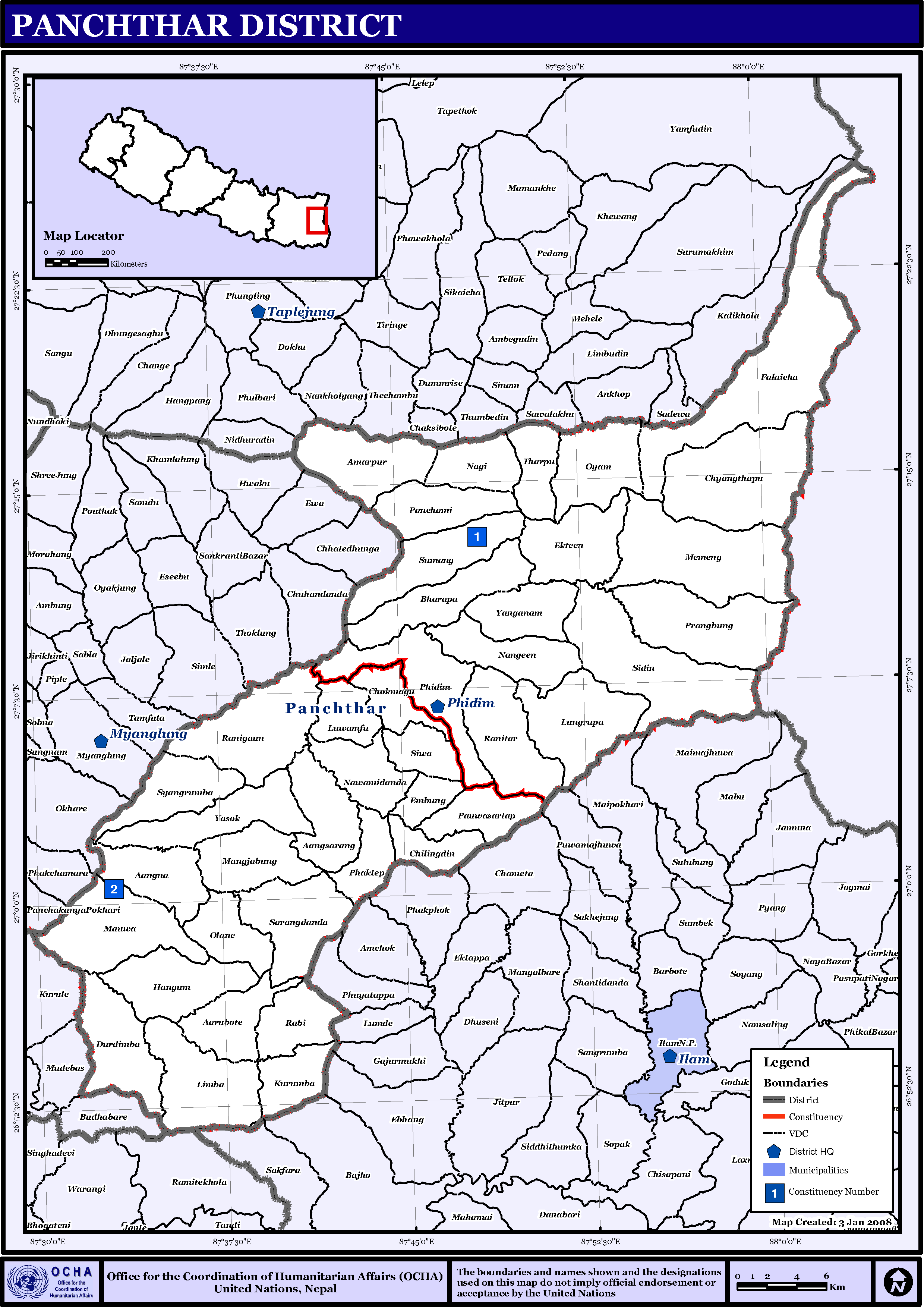
Panchthar

Dystrykt Panchthar (nep. पाँचथर) – jeden z siedemdziesięciu pięciu dystryktów Nepalu. Leży w strefie Meći. Dystrykt ten zajmuje powierzchnię 1241 km², w 2001 r. zamieszkiwało go 202 056 ludzi. Stolicą jest Panchthar.